# スイス国鉄Re420形電気機関車

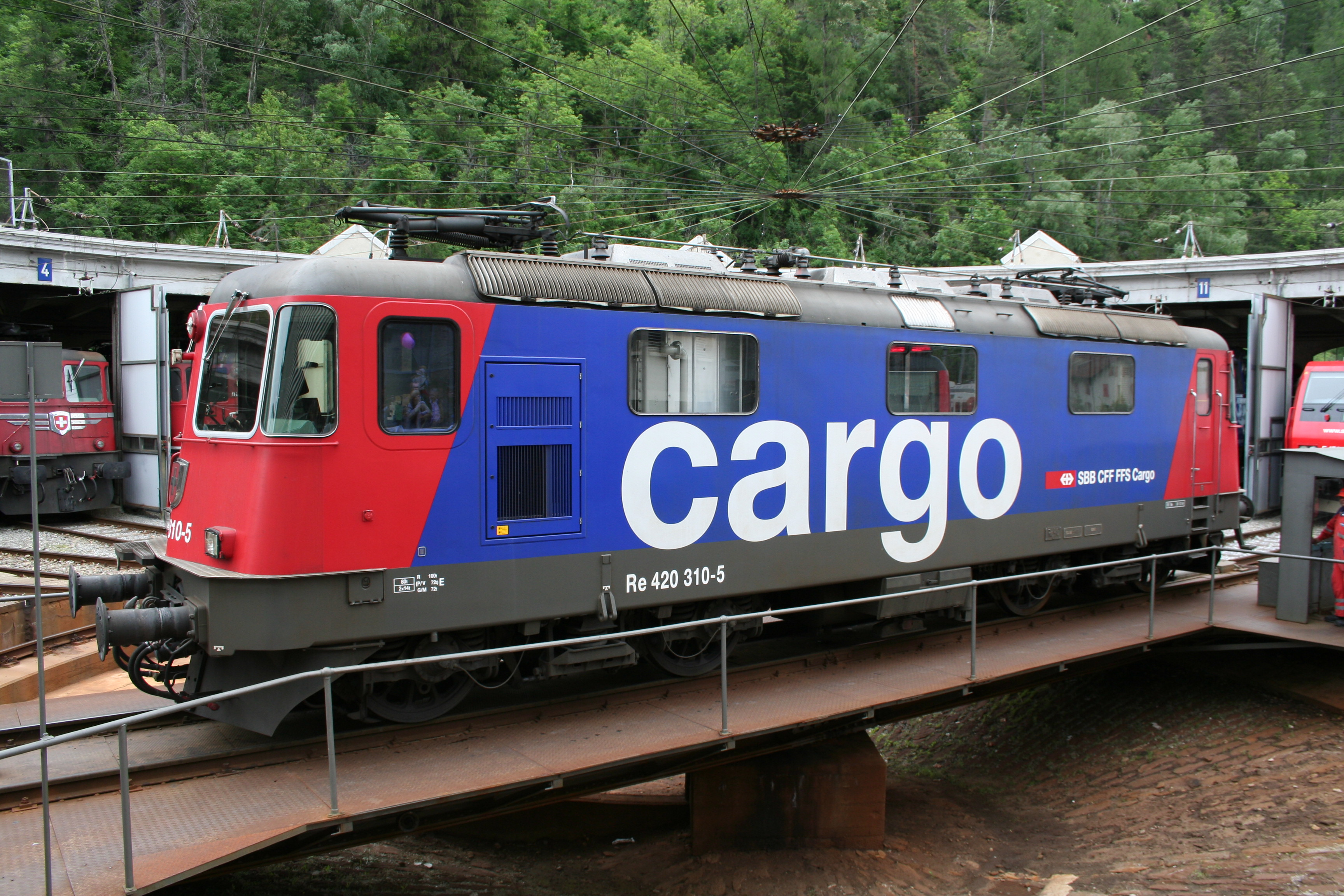
Re420 310号機（運転室空調/気密改良機）、SBBカーゴ塗装

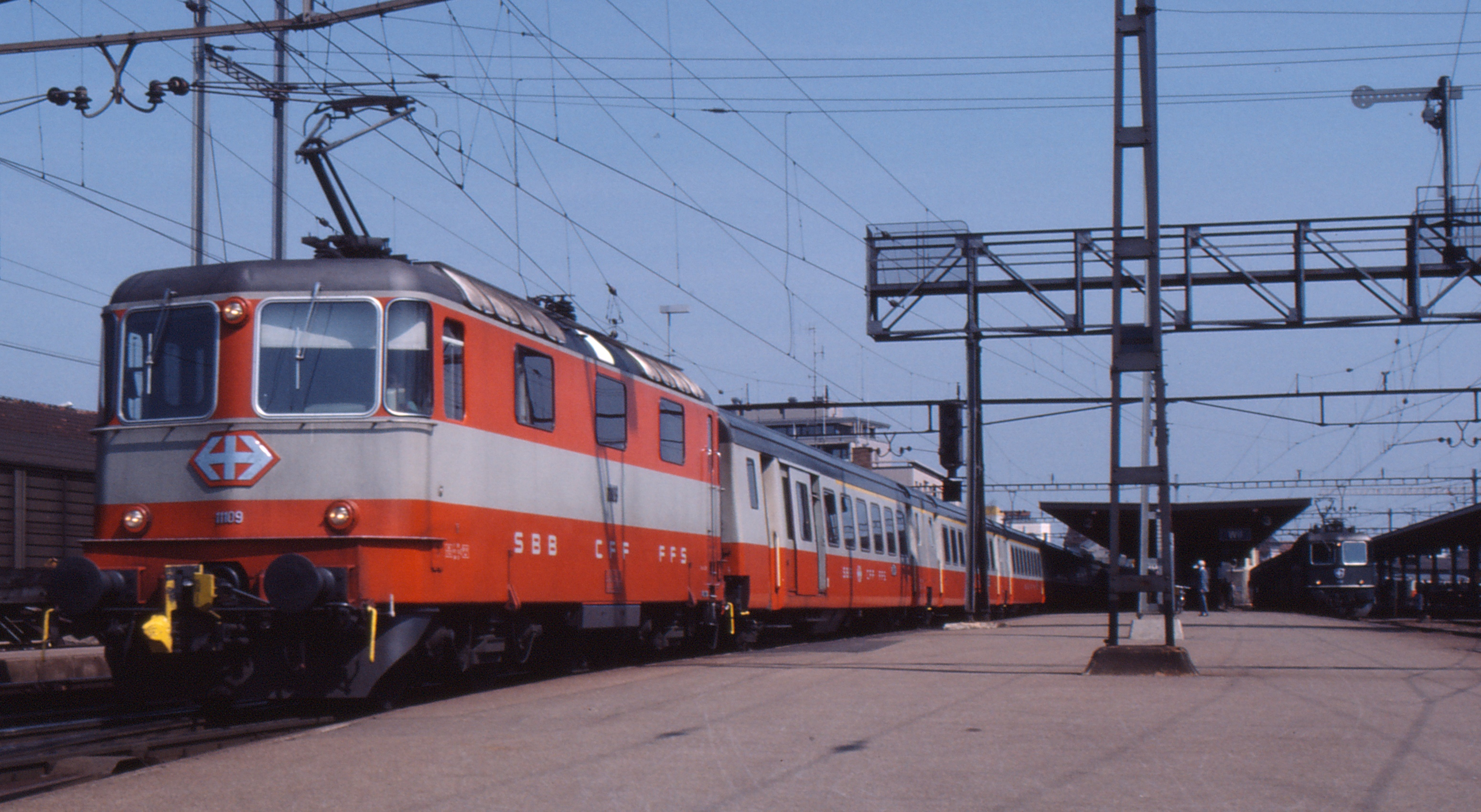
Re4/4^{II} 11109号機、スイスエクスプレス塗装、自動連結器付、EW III客車で編成されるスイスエクスプレスを牽引

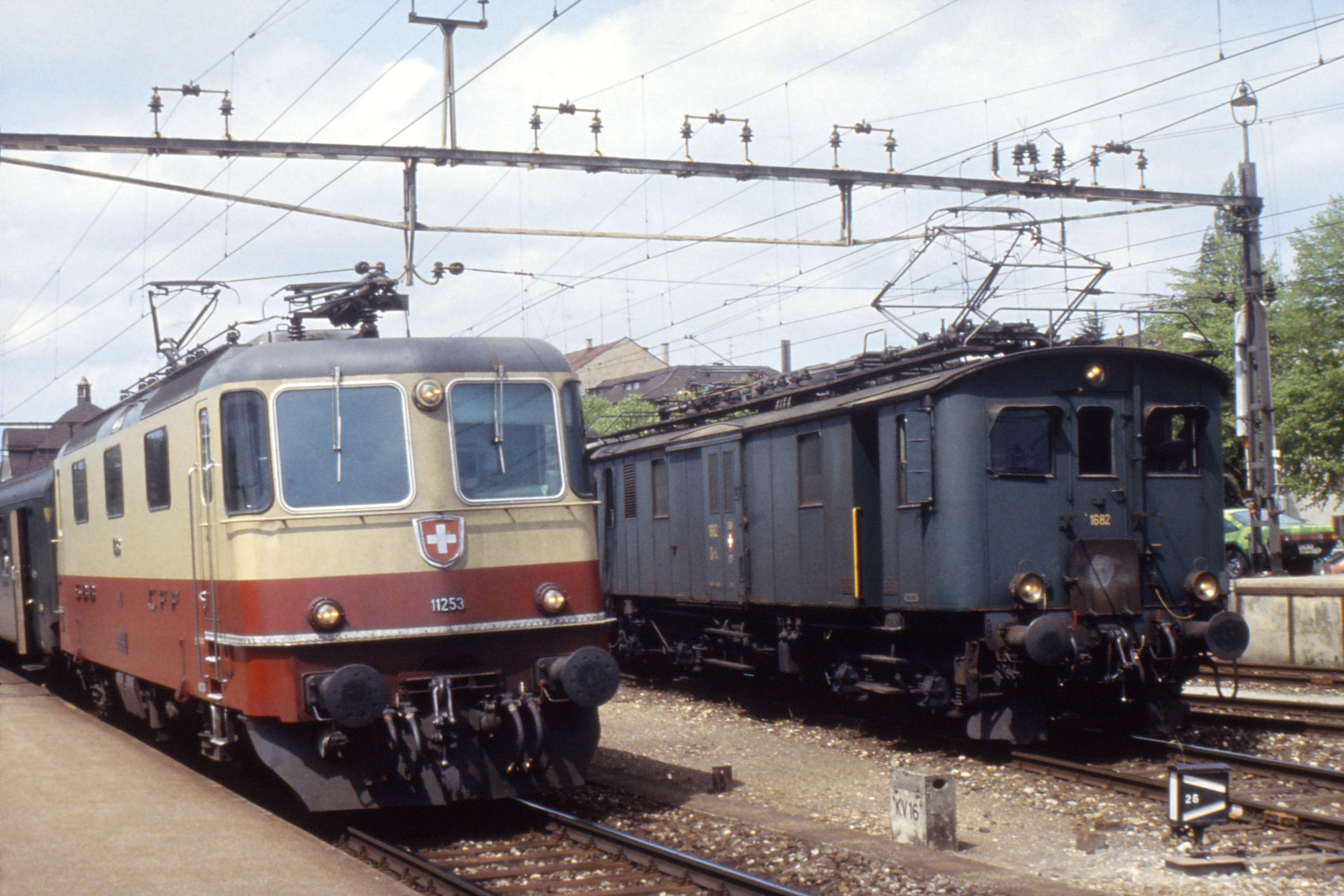
Re4/4^{II} 11253号機、TEE塗装

スイス国鉄Re420形電気機関車（スイスこくてつRe420がたでんきかんしゃ）は、スイスのスイス連邦鉄道（スイス国鉄、SBB）の本線系統で使用される電気機関車である。

## 概要
1960年代のスイス国鉄では、増大する輸送量と機材の老朽化による機関車が不足する状況となっており、特に最高速度110 km/h以上の性能を持つ機体は、最高速度125 km/hでスイス国鉄初の軽量高速機であるRe4/4I（現Re410）形50機と、ゴッタルド鉄道トンネルを擁するスイス国鉄のアルプス越えルートのゴッタルドルート用の強力勾配用機で最高速度120 km/hのAe6/6（現Ae610）形120機、旧型のAe3/6I形のうち110 km/h対応の通称Ae3/6I-110形78機のみであり、Re4/4I形は1時間定格出力1830もしくは1854 kWの小型機、Ae6/6形は当時はゴッタルド線のほぼ専用機で、かつ曲線通過性能の低い速度区分"A"の機体であった。
1960年代に入って、機材の近代化の一環としてローカル列車の牽引用で一時間定格出力1988 kWの性能を持つRBe4/4（現RBe540形）形電車が1963年-1966年に82両が導入されていたが、本線用機は経年の進んだ機体が多く、本格的な本線用の機関車の開発が必要であった。このような中、本線の列車の近代化と高速化を目指し、Bo'Bo'の車軸配置、140 km/hの最高速度と、高い曲線通過能力を持つ機体として開発、導入されたのが本形式であり、一時間定格出力4650 kWの性能を持つ中型万能機として276機が導入された、スイス国鉄を代表する機関車である。
当時、同じスイスの私鉄であるベルン-レッチュベルグ-シンプロン鉄道では、1964年に高圧タップ切換制御とシリコン整流器、直流直巻整流子電動機を組み合わせにより高い粘着性能を確保して最大牽引力を334 kNとしたRe4/4（現Re425形）形を導入していたが、スイス国鉄では機材不足を早急に補うことを優先して実績のある高圧タップ切換制御と交流整流子電動機の組み合わせを採用することとしたために最大牽引力は255 kNにとどまったものの、台車の中梁を省略して固定軸距を短縮したり、前後の台車をリンクで連結したりするなどの機構の採用により、高い曲線通過性能を確保しているのが特徴となっている。
本形式はまず試作として1964年に6機が、その後主電動機の変更等がされた量産機が1955年から1983年にかけて車体長や屋根上機器配置等若干の改正をしながら249両が導入された後、後継機となるはずであったRe4/4IV（現Re440）形が1982年の試作機4両のみで開発が中止となった代替として1984年-1985年に導入された27機に至るまで生産が続けられ、この間貨物用機として歯車比を変更したRe4/4III（現Re430）形や、各私鉄におけるそれらの同型機などいくつかの派生型も生産されているほか、改造によりドイツ国内乗り入れ用のRe421形も導入されている。
本形式はTEEや振り子式専用客車によるスイスエクスプレス、また、ゴッタルドルートやシンプロンルートでの貨物列車、制御客車を編成端に連結した都市近郊列車などスイス国内の多くの路線、列車で運行され、現在では事故などにより一部が廃車となっているものの、UIC方式の新しい形式名であるRe420形となって機体の形式番号の変更が進められながら、ほぼ全機がスイス国鉄旅客部門、貨物部門（SBBカーゴ）の双方で運行され、一部機体には新しい欧州共通信号システムであるETCSの搭載も進められている。
本形式は車体、機械部分、台車の製造をSLMが、電機部分、主電動機の製造をBBCとMFO、SAASが担当しており、各ロットの機番及びSLM製番、製造所、仕掛年、製造年は以下のとおり
- 試作機
  - 11101-11106（1965年-1967年までは11201-11206） - 4444-4449 - SLM/BBC/MFO/SAAS - 1963年 - 1964年
- 量産機
  - 11107-11152、11153-11155 - 4640-4684、4686-4688[11] - SLM/BBC/MFO/SAAS - 1966年-1967年 - 1967年-1968年
  - 11156-11215 - 4718-4777 - SLM/BBC/MFO/SAAS - 1968年 - 1969年-1970年（11156号機以降運転室延長、集電装置2基搭載形）
  - 11216-11254 - 4813-4851[12] - SLM/BBC/MFO/SAAS - 1970年 - 1971年-1973年（11220（除11236-11238）号機以降自動連結器取付準備）
  - 11255-11304 - 4901-4950 - SLM/BBC/SAAS - 1972年 - 1973年-1974年（11299号機以降運転台改良形、11302号機以降バックミラー設置形）
  - 11305-11349 - 5168-5212 - SLM/BBC - 1980年-1983年 - 1981年-1983年
  - 11371-11397 - 5235-5261 - SLM/BBC - 1983年-1985年 - 1984年-1985年（11371号機以降角型前照灯形、11377号機以降赤塗装）
- 編入機
  - 11172II - 4797 - SLM/BBC/MFO/SAAS - 1969年 - 1969年（ミッテルトゥールガウ鉄道Re4/4II 21号機を2002年に編入）

なお、連続的に製造が進められているため、同一ロット内でも設計変更が行われているほか、本形式の区分には製造ロットによるもの以外にも以下のようないくつかの方法がある。
- 運転室長と集電装置搭載数による基本的な分類
  - 試作機 - 11101-11106
  - 1次量産機 - 11107-11155
  - 2次量産機 - 11156-11349、11371-11397
- 上記に加え自動連結器取付準備の有無などによる分類
  - 試作機 - 11101-11106
  - 1次量産機 - 11107-11155
  - 2次量産機 - 11156-11219、11236-11238
  - 2次量産機（改） - 11220-11235、11239-11254
  - 最終量産機 - 11255-11349、11371-11397

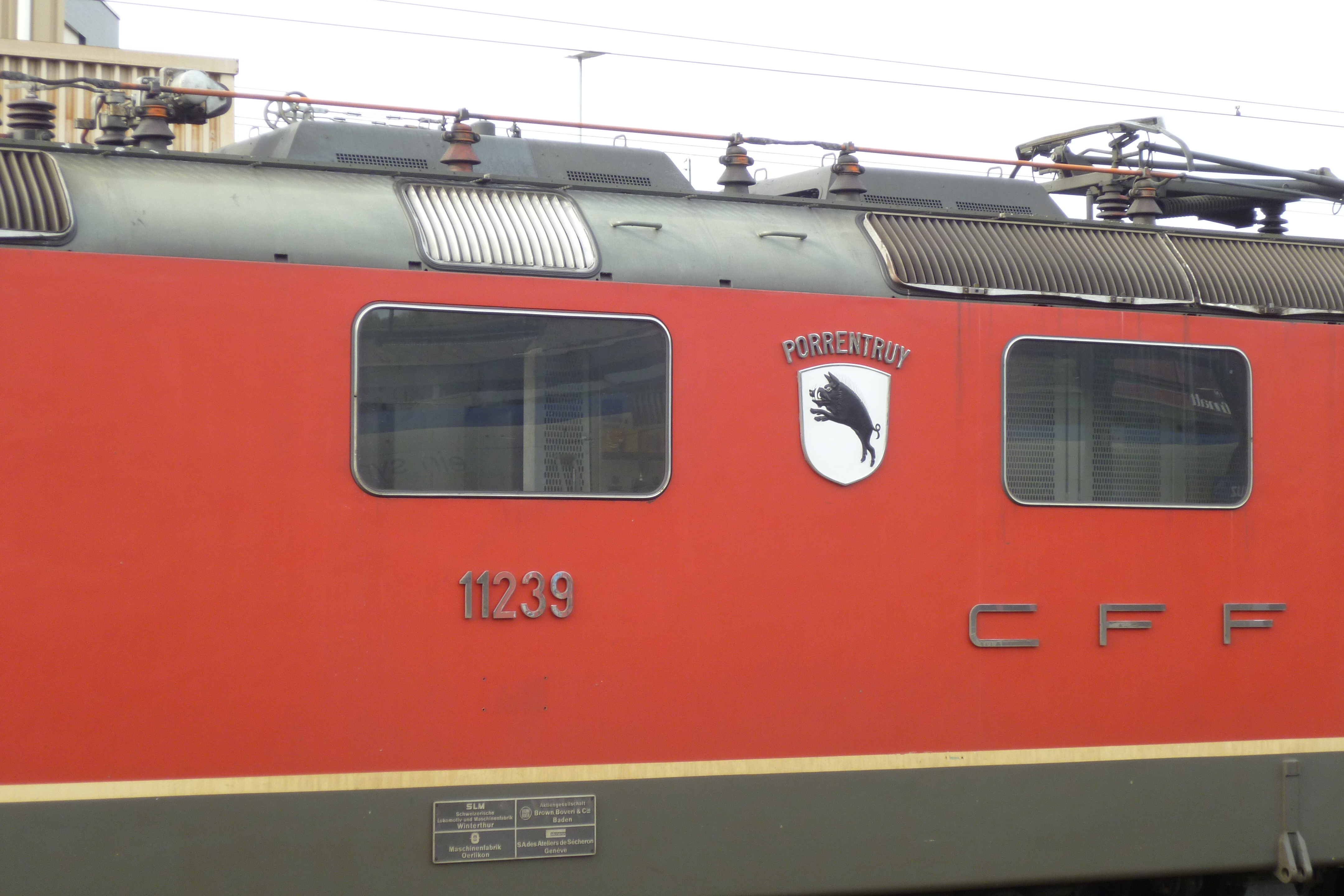
11239号機の紋章

また、本形式は基本的には機体名が付かないが、11239号機のみ、1979年にそれまでAe6/6 11483号機が付けていた機体名を下記の通り引継いでいる。なお、これはAe6/6形が11401-11425号機にスイスのそれまでの全25州の名称と紋章をつけていたが、1979年に26番目の州としてジュラ州が発足したため、Ae6/6形の1機に新たにその機体名を付けることになったためであり、11483号機には新たにJuraの機体名と紋章を設置している。
- 11239 - Porrentruy

## 仕様

### 車体
- 車体デザインはAe610形のものをベースとしたもので、正面は後退角の付いた2面折妻で2枚窓＋車体隅部の曲面ガラスの小窓の組合せで、下部左右と前面窓間に小型の丸型前照灯謙標識灯を計3箇所設置したもの、側面は平滑で機器室部には明取窓が3箇所設けられており、Ae610形と比較して正面窓が大きくなり、ガラス押えが金属枠+ゴムのものに変更されている。なお、このデザインはベースとなったAe610形のほか、同型のRe430形、後のRe620形や、若干アレンジされた上で狭軌私鉄であるレーティッシュ鉄道[13]のGe4/4II形にも引継がれており、1950-1980年代におけるのスイス国鉄の標準的なデザインとなっている。なお、Re440形試作後に製造された11371号機以降は正面下部左右の前照灯がRe440形のものと同一で、1980年代以降のスイス車両標準となった角型の前照灯と標識灯のユニットに変更されている。
- 連結器は標準ではねじ式連結器で角型の緩衝器が左右、フック・リングが中央にあるものであるが、一部機体は台枠端梁を改造の上、UIC方式のAK69e自動連結器を装備していた時期があり、また、11220（除11236-11238）号機では端梁の改造なしで自動連結器が設置できる構造となっている。（詳細は改造の項を参照）。
- 11101-11155号機までは屋根上前位側に菱型のパンタグラフ、中央部から後位側にかけて各種抵抗器や主開閉器が設置される配置となっており、11156号機が両端部に計2基のシングルアーム式パンタグラフを、機器類をその間に設置する配置をなっている。また、屋根肩部には主電動機や主変圧器の冷却気導入口が設けられているが、11101-11155号機では小型のルーバーが前後に4箇所ずつと中央に1箇所配置されており、11156号機以降では前後のルーバーが大型の2分割のものに変更されている。
- 台枠は鋼材を箱型に組んで構成され、端梁には5 mm厚の鋼板を使用しており、台車も台枠内にはまり込む形で装備されるものとなっている。台枠長は試作機では13500 mmであったが、11107-11155号機では13600 mm、11156号機以降では運転室の延長と端梁の連結器取付部構造強化のため14410 mmとなっているが、台車中心間距離はいずれも同一の7900 mmで台枠端部のみが延長されている。また、端梁下部にはスカートが取付けられているほか、車端部台枠内には砂箱が設置されている。
- 車体は鋼製で外板は正面は3 mm、側面は2.5 mm、屋根は2 mm厚の鋼板で構成され、長さ10200 mmの機器室部の屋根は機器積降ろしを考慮して取外式となっている。機器室内はZ形に通路が配置され、中央を低床として主変圧器とタップ切換装置、変圧器用油ポンブ等を搭載し、台車上部を高床として主電動機用送風機、各種接触器等を設置している。
- 運転室は11101-11155号機は奥行1780 mm、11156号機以降では拡大されて2035 mmとなっており、反運転席側にのみ乗務員室扉がある構造で、ドイツなどで一般的な円形のハンドル式のマスターコントローラーではなく、Ae8/14 11801、11851号機で試行された運転席左側の空気ブレーキ関係のレバーと右側の電気関係のレバー式のマスターコントローラーにより操作を行う方式を本格的に採用しており、その後のスイス国鉄の標準的な配置となっている。運転席横および乗務員室扉の窓は下落し式で、11302号機以降は乗務員に室扉の前部に小窓と電動式のバックミラーを設置している。
- 運転台はデスクタイプで、運転席左側に縦軸式の逆転ハンドル、マスターコントローラーハンドル等が、右側にFV4b自動ブレーキ弁、FD1単独ブレーキ弁が設置され、正面がスイッチおよび表示灯盤となっており、その前方に2面の計器盤が設置されて正面のものに空気圧関連、右側に電流関連のメーターが配置され、計器盤の左側に速度計が配置されている。なお、11299号機以降は機器配置が一部変更となり、運転席正面の計器盤が3面となり、左側に空気圧関連、右側に電流関連のメーターが配置され、正面に横軸式の速度計と表示灯類が配置されるものとなっている。

### 塗装
- 試作機の塗装はAe610形の後期形と同一のもので、車体は濃緑色をベースとして、正面中央にスイス国旗のエンブレムが設置され、側面中央下部には「SBB」の、右側には「CFF」もしくは「FFS」の、側面中央と正面エンブレム下には機番の切抜文字が設置されている。なお、正面下部のステップ部に白帯が入り、屋根上機器および屋根は銀色もしくはグレー、床下機器と台車はダークグレーである。
- 11107号機以降の量産機は正面下部ステップ部からの白帯が車体全周に入り、その下の車体裾部がグレーとなるものに変更されており、試作機も1966年には同様の塗装に変更されている。
- 1984年製の11377号機以降はそれまでの濃緑色ベースの塗装から赤ベースのものに変更となり、それまでの濃緑色機体も1986年の11112号機などを手始めにR3と呼ばれる大規模検査/修繕時を中心に順次赤系の車体に変更が進んでいる。なお、この塗装は従来の濃緑色が赤となった以外の紋章や切抜文字の設置は同一のものとなっているほか、塗装変更のペースは遅く、2010年時点でも3機程度が濃緑色ベースの塗装のままとなっている。
- スイス国鉄の貨物輸送部門であるSBB-Cargoの所属となった機体のうち、SBB-Cargo仕様の塗装変更がなされた機体は、スイス国鉄時代の赤色塗装をベースに、赤色部裾の白帯がなくなるとともに側面機械室部分が青となって「Cargo」のレタリングが大きく入り、その横にSBB-Cargoのロゴが入れられている。また、SBB-Cargo塗装機は全機がUIC方式の機番となっており、正面中央下部と側面下部左側に機番が入れられているほか、切抜文字類は撤去されている。なお、こちらも塗装変更のペースは遅く、2009年時点で貨物会社所属機のうち90機以上が赤塗装のままとなっている。
- このほかの特別塗装機として、11181号機が「Bourret」（1983-1985年）および「Zugkraft Aargau」（1999年-2005年）、11288号機がスイスの旅行代理店の広告機である「Kuoni」（1998年-）、11238号機がスイス鉄道労働者組合75周年記念塗装機である「SEV Schweizer Eisenbahner-Verband」（1994年-1995年）、11276号機がSBBカーゴの広告塗装機である「SBB CFF FFS Cargo - We go logistics」（1999年-2002年）、11322号機が「2X150=222?」（1999-2002年）の塗装となり運行されていたほか、2009年からは11320号機が新しい制御貨車による貨物列車のシャトルトレインを運行する「Interregio Cargo」塗装となり運行されている。

#### TEE塗装
- 1957年から運行されたTEEの専用機として、11158-11161、11249-11253号機の9機が赤とクリーム色からなるTEE標準色で1969年および1972年に製造され、同様にTEE塗装に変更されたRe4/4I 10033、10034、10046、10050号機の4機とともに運行されている。
- 車体は下半部を赤、上半部をクリーム色、正面ステップ部を白としたもので、紋章、切抜文字類は基本的には標準塗装機と同様であるが、赤とクリーム色の塗分位置との関連で正面のスイス国旗の紋章が標準塗装機より上方へ、側面の「SBB」、「CFF」もしくは「FFS」の切抜文字が下方へ設置されている。
- その後のTEEのインターシティへの移行に伴い、TEE塗装機も標準塗装へ変更されることとなり、11158-11161号機が1981-1982年に濃緑色塗装へ、11249-11253号機が1993年-1994年に赤塗装へ変更され、車体の紋章および切抜文字の位置も従来機同様に変更されている。

#### スイスエクスプレス塗装
- 1975年から運行されたEW III系客車によるスイス国内の急行列車であるスイスエクスプレス専用の牽引機として、1972-1975年に11103、11106、11108、11109、11112、11113、11133、11141号機の計8機が自動連結器取付改造を実施するとともにEW III系と同一の塗装に変更されている。
- 車体はライトグレーをベースに車体下半部と窓周りをオレンジ色としたもので、正面にはスイス国旗のエンブレムの代わりにスイス国旗の十字と矢印を組合わせたスイス国鉄の紋章が設置され、側面の「SBB」、「CFF」もしくは「FFS」の切抜文字を撤去して改めてオレンジ色部分に「SBB」、「CFF」および「FFS」の三か国後のロゴが入れられるものとなっている。
- 8機は1982年のスイスエクスプレスのインターシティへの代替後もスイスエクスプレス塗装のまま運行されていたが、1983年-2009年にかけて11112、11113、11133、11141号機が赤塗装へ変更され、11103、11106号機は後述するBLS AGへの譲渡に伴いBLS塗装へ変更されている。なお、赤塗装に変更された機体のうち11112号機以外の機体の正面の紋章はスイス国鉄の紋章のままとなっているほか、11108、11109号機は現在でもスイスエクスプレス塗装のままとなっている。

### 走行機器

Re420形の台車、1970年

- 本機はMFO製の交流整流子電動機を4台搭載し、試作機の11101-11106号機は1時間定格出力4010 kW、牽引力144.1 kN、最大牽引力254.8 kN、量産機の11107号機以降は1時間定格出力4650 kW、牽引力167.4 kN、最大牽引力255.0 kNの性能を発揮する。冷却は台車毎に設けられたファンによる強制通風式で、冷却風は車体肩部のルーバーから吸気口から吸入され、主変圧器用油冷却器を経由して主電動機へ導かれる。
- 主電動機は試作機はTyp 10 HW 895、量産機はTyp 10 HW 895で、軸出力はそれぞれ1時間定格出力1030、1195 kW、連続定格955 kW、1113 kWで定格電圧は500および525 V、最大電流はいずれも3400 Aとなっており、冷却風量は2.5 m3/s、絶縁は量産機の回転子のみH種絶縁、固定子と試作機の回転子はF種絶縁、重量3900 kgで製作されている。
- 台車は軸距2800 mm、車輪径1260 mm（新品時）の鋼板溶接組立式台車で、曲線通過性能の確保を念頭に置いて設計されており、前後の台車をリンクで接続し、曲線区間での台車変位を均等なものにしてレールとの横圧を減らす方式としているほか、軸箱内の軸受部で10 mmの各軸とも2×10 mmの横動量を設けている。また、Ae610形では台車軸距を短縮するため主電動機を動輪のほぼ直上に装荷していたが、本形式では台車枠を端梁と側梁のみとして中梁を省略した上から見てロの字型の構成とし、搭載する前後2台の主電動機を直接連結し、それを台車前後の端梁に装荷する方式として低重心化と軸距の短縮を両立しており、結果として定格出力が半分以下のRe410形の台車よりも軸距を200 mm短い2800 mmとしている。
- 軸箱支持方式は円筒案内式で軸箱ベアリングはSKF製のコロ軸受Typ 235548と軸端部の玉軸受Typ 6040 MA/C3の組合せ、軸ばねはコイルばねとしているほか、枕ばねは試作機ではゴムブロックであったが、量産機からは3重のコイルばねに変更となり、試作機も後にコイルばねに改造されている。牽引力伝達は低引張棒方式で、台枠端梁と車端側主電動機下部間、車体中央側主電動機下部と台枠横梁間にそれぞれの中央1本ずつの引張棒で連結しており、台車は無心皿構造である。
- 主電動機および歯車箱は台車装荷となっており、クイル式の一種であるBBC製のスプリングドライブ式駆動装置で動力が伝達され、歯車比は33:87=2.636となっている。このほか、基礎ブレーキ装置は両抱式の踏面ブレーキで、ブレーキシリンダは各台車2基ずつ台車端梁下部に設置されているほか、両端動輪に砂撒き装置が装備されている。

### 電気機器
- 制御方式はTyp NO 32/4タップ切換装置による高圧タップ切換制御で、制御段数はそれぞれ力行32段、回生ブレーキ23段、主電動機は4台永久並列接続である。
- 主変圧器は油冷式のTyp TUDB xzラジアル積層コアトランスで入力15 kV、出力は走行用はタップ切換により19 - 550 V、列車暖房用1046 V（定格1000 V）、補機駆動用252 V（定格240 V）で容量は走行用が4000 kVA、列車暖房用500 kVA、補機駆動用80 kVA、重量は冷却油を含めて約12500 kgである。
- ブレーキ装置は電気ブレーキとしてタップ切換装置による回生ブレーキを装備するほか、空気ブレーキ、手ブレーキを装備しており、空気ブレーキ関係の機器は機器室内中央の主変圧器付近に設置されており、容量2520 L/minの電動空気圧縮機1台を搭載し、空気タンクを台枠中央下部に搭載して元空気溜容量計900 Lを確保している。
- そのほか、パンタグラフは11101-11155号機はBBC製のTyp 350/2菱形を1基、11156号機以降は同じくBBC製のTyp ESa 06-2500を2基、主開閉器はTyp DBTF 20i200空気遮断器をそれぞれ屋根上に搭載し、補機類は定格出力22 kWの主電動機送風機2台、定格出力2.8 kWのオイルポンプ1台、蓄電池充電用のコンバーターなどを機器室内に、36 Vの蓄電池を床下に搭載している。
- 電気連結器は列車暖房引通用のものを正面端梁右下部に、重連総括制御用で42芯のTyp STK 42 36を正面端梁下部中央左側に設置されており、重連総括制御装置としてはSystem IIIdを搭載し、以下の各動力車と重連総括制御および制御客車からの遠隔制御を可能としている。
  - 動力車：RBe540形、Re430形、Re620形、RBDe560形、Re440形、Re465形（BLS AG）
  - EW I系客車：BDt 82-33 960-980号車、BDt 82-33 950-955号車、DZt 91-33 910-915号車
  - EW II系客車：BDt 82-33 910-939号車、Dt 92-33 920-959号車
  - EW III系客車：Bt 29-34 990-996号車

### 主要諸元
- 軌間：1435 mm
- 電気方式：AC15 kV・16.7 Hz 架空電車線方式
- 最大寸法：（下表参照）
- 軸距：2800 mm
- 自重：80 t
- 走行装置
  - 主制御装置：高圧タップ切換制御
  - 主電動機：交流整流子電動機×4台
    - 試作機：Typ 10 HW 895（連続定格出力：955 kW[14]、1時間定格出力：1030 kW[15]）
    - 量産機：Typ 10 HW 895（連続定格出力：1113 kW[16]、1時間定格出力：1195 kW[17]）
- 定格出力
  - 試作機：3700 kW（連続定格、105 km/hにおいて）、4010 kW（1時間定格、100 km/hにおいて）
  - 量産機：4360 kW（連続定格、105 km/hにおいて）、4650 kW（1時間定格、100 km/hにおいて）
- 定格牽引力
  - 試作機：127.4 kN（連続定格、105 km/hにおいて）、144.1 kN（1時間定格、100 km/hにおいて）、254.8 kN（最大）
  - 量産機：149.4 kN（連続定格、105 km/hにおいて）、167.2 kN（1時間定格、100 km/hにおいて）、254.8 kN（最大）
- 牽引トン数（量産機）：2000 t（平坦）、500 t（26パーミル）、250 t（50パーミル）
- 最高速度：140 km/h
- ブレーキ装置：回生ブレーキ、空気ブレーキ、手ブレーキ

| 製造グループ    | 機番                                 | 連結器                   | 台車 中心間長 | 屋根高 /全高 /運転室長    | 台枠長   | 緩衝器長 | 全長     | 備考                           |
| --------------- | ------------------------------------ | ------------------------ | ------------- | ------------------------- | -------- | -------- | -------- | ------------------------------ |
| 試作機          | 11101-11106                          | ピン・リンク式           | 7900 mm       | 3800 mm /4460 mm /1780 mm | 13500 mm | 650 mm   | 14800 mm |                                |
| 試作機          | 11103、11106                         | 自動連結器（改造）       | 7900 mm       | 3800 mm /4460 mm /1780 mm | 14410 mm | 705 mm   | 16030 mm | 連結面間長15570 mm             |
| 試作機          | 11103、11106                         | ピン・リンク式（再改造） | 7900 mm       | 3800 mm /4460 mm /1780 mm | 14410 mm | 705 mm   | 15520 mm |                                |
| 1次量産機       | 11107-11155                          | ピン・リンク式           | 7900 mm       | 3800 mm /4460 mm /1780 mm | 13600 mm | 650 mm   | 14900 mm |                                |
| 1次量産機       | 11108、109、112、 113、133、141、155 | 自動連結器（改造）       | 7900 mm       | 3800 mm /4460 mm /1780 mm | 14410 mm | 705 mm   | 16030 mm | 連結面間長15570 mm             |
| 1次量産機       | 11108、109、112、 113、133、141、155 | ピン・リンク式（再改造） | 7900 mm       | 3800 mm /4460 mm /1780 mm | 14410 mm | 705 mm   | 15520 mm |                                |
| 2次量産機       | 11156 - 11219 11236 - 11238          | ピン・リンク式           | 7900 mm       | 3805 mm /4415 mm /2035 mm | 14410 mm | 650 mm   | 15410 mm |                                |
| 2次量産機       | 11157、166、169                      | 自動連結器（改造）       | 7900 mm       | 3805 mm /4415 mm /2035 mm | 14410 mm | 705 mm   | 16030 mm | 連結面間長15570 mm、両端設置時 |
| 2次量産機       | 11157、166、169                      | ピン・リンク式（再改造） | 7900 mm       | 3805 mm /4415 mm /2035 mm | 14410 mm | 705 mm   | 15520 mm | 11157号機は全長15465 mm        |
| 2次量産機（改） | 11220 - 11235 11239 - 11254          | ピン・リンク式           | 7900 mm       | 3805 mm /4415 mm /2035 mm | 14410 mm | 700 mm   | 15510 mm |                                |
| 最終量産機      | 11255 - 11349 11371 - 11397          | ピン・リンク式           | 7900 mm       | 3805 mm /4415 mm /2035 mm | 14410 mm | 705 mm   | 15520 mm |                                |

### 改造
- 1990年代より、入換時の作業員の安全確保のため、正面右側のバッファの横と上にステップを設置し、前面に手すりを設置する改造がスイス国鉄のほぼ全機を対象になされており、Re420形についても全機完了している。
- 駅発車時の後方確認用バックミラーを製造当初から設置なかった11302号機以前の機体について、運転室乗降扉窓に電動式のバックミラー設置する工事が順次実施されている。
- 正面の左右正面窓間の前照灯下部に重連時および旅客列車牽引時等に使用する放送用の電気連結器が設置されている。
- 菱型のパンタグラフで製造された11155号機までの機体のうち、一部についてはシングルアーム式へ換装されており、2009年時点では11109、11114、11140、11141、11143、11145号機の6機がシングルアーム式1基搭載となっている。
- チューリッヒからオーストリアのブレゲンツおよびドイツ国内リンダウまで乗り入れるユーロシティの牽引用として、1980年代半ばに片側の集電装置をドイツおよびオーストリア対応の舟体幅の広いものへ交換する改造がRe4/4II 11196-11201号機を対象に行われた。その後1988年には11201号機が復元されて新たに11195号機が改造され、さらに2005年には11199、11200号機も通常の集電装置に復元されており、現在では11195-11198号機と後述するSBBカーゴの本格的ドイツ乗入対応改造機のRe421形がこれらの運行に使用されている。
- 11349号機までの機体の正面下部左右の前照灯は1980年代から11371号機以降と同様の角型のものに交換されているほか、2010年には11229号機にLED式の前照灯を設置する改造が行われており、従来の3箇所の前照灯を中央上のものは丸型の、下部左右のものは角型のケースに丸型の前照灯と標識灯が並ぶものに変更している。
- バーゼルSBB駅の入換、車両洗浄用として従来はAe4/7形、その後RBe4/4形が使用されていたが、0 - 40 km/hの低速用の速度センサを装備した11101、11120号機がそれぞれ2006、2007年から使用されている。

#### 自動連結器設置

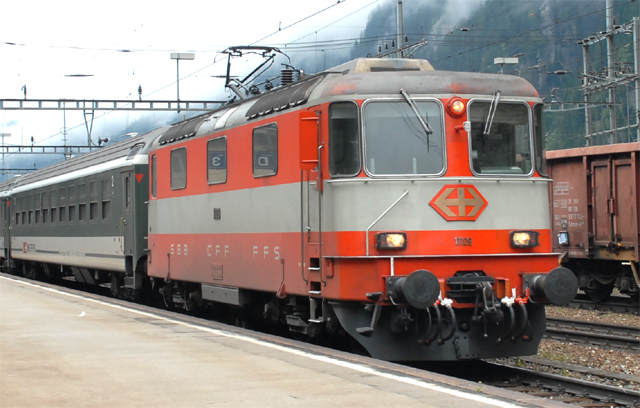
自動連結器設置改造機をねじ式に復元したRe4/4^{II} 11109号機、台枠前端が運転室前端より前に張出し、緩衝器基部にスペーサーが残り、フック設置部が自動連結器対応の取付穴の大きいものとなっている

- スイスエクスプレスでは、終端駅での機関車付替え時間の短縮を目的として、旧ソ連で使用されるSA3自動連結器をベースに空気管とオプションで電気回路の連結を可能としたUIC式のAK69e自動連結器[18]を採用することとなり、試作として一次量産機のRe4/4II 11155号機に必要な対応する改造を実施の上、自動連結器を設置している。なお、11155号機は実際にはスイスエクスプレス塗装には変更されず、緑色塗装のままとされていた。
- 試作機および1次量産機では大型化した連結器に対応するため台枠端梁を前方へ片側255 mmずつ延長するとともに、通常全長650 mmの緩衝器を基部を延長して705 mmとしており、通常機では台枠端梁が車体前面より若干後方へ下がっているものが、改造機は車体前面より台枠端梁が張り出す形態となっているのが特徴である。この台枠端梁の延長と大型の連結器の設置により、通常試作機では全長14800 mm、台枠長13500 mm、1次量産機では全長14900 mm、台枠長13600 mmである最大寸法が全長16030 mm、連結面間長15570 mm、台枠長14110 mmとなっている。
- 運転室延長型である2次量産機以降では台枠を延長改造しなくても緩衝器基部の延長のみで自動連結器の設置が可能で、通常全長15410 mmである最大寸法が、改造時には全長16030 mm、連結面間長15570 mmとなるほか、Re4/4II 11220号機以降は連結器のフック取付部に自動連結器を取付けられるよう準備工事がなされ、基部を延長した緩衝器が予め設置されている。
- スイスエクスプレスの運行に当たっては試作機の11103、11106号機と、一次量産機の11108、11109、11112、11113、11133、11141号機の計8機が塗装変更および自動連結器搭載改造を実施しているが、1982年のスイスエクスプレスの運行終了、インターシティへの置換えに伴って順次通常のフック・リング式の連結器に改造されているが、延長された台枠と緩衝器基部はそのままとされ、全長が15520 mmとなっている。
- その後1973年から1981年にかけてゴッタルド線での重連運用の効率化を目的として11155号機と11166号機、11157と11274号機の組合せで片側を自動連結器化して運用試験が行われ、実用化はされずに原形に戻されているが、11157号機のみ緩衝器基部の延長が片側のみとなっており、復元後の全長が15465 mmとなっている。

#### 運転室空調/気密改良

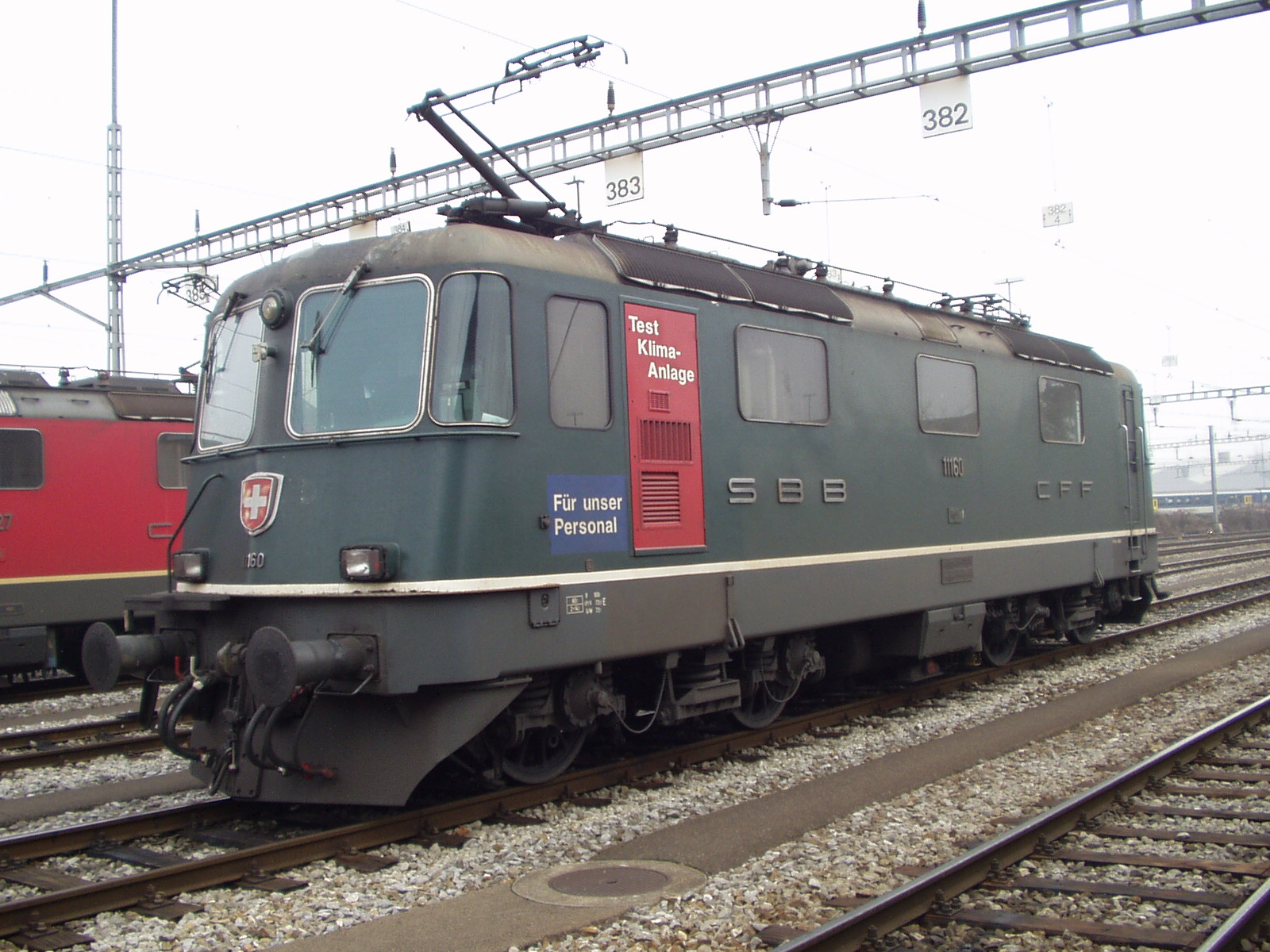
Re4/4^{II} 11160号機、運転室空調設置の試作機、緑塗装ながら新設の空調機部分のみ赤となっている

- 2000年代に入り、乗務員の作業環境向上を目的として運転室に空調装置を搭載することとなり、まず2003年に試作として11218、11160、11162、11242号機とRe4/4III 11368号機の4機に運転室左側後方の機器室内に空調ユニットを追設する改造を実施している。設置時に車体が濃緑色であった機体も増設した空調機は赤色塗装となっており、"Test Klima-Anlage"（空調試験）のロゴが入れられていたが、後に量産仕様に再度改造されている。
- その後本格的な改造が順次進められ、空調機が試作機より若干小型ものとなり、運転室側面窓および乗務員室乗降扉窓を気密性の高いものに変更する改造も合わせて実施されており、濃緑色塗装のまま残る機体には車体色と同じ空調機が設置されている。改造は2006年までに100機以上に実施されるペースで進められ、現在ではほぼ全機が装備しているが、後述のRe421形については車体内の設置スペースとドイツ国内の認可の関係で当面は改造が実施されない予定となっている。

#### 無線操縦装置設置
- 26パーミルの勾配が続くゴッタルド峠では古くから特に貨物列車は重連で牽引されていたが、スイス国鉄では新形のRe460形で貨物列車牽引用に導入した機体に対して、後補機での使用を目的に、アメリカ等で実績のある無線操縦装置を導入することとなった。この無線操縦装置は理論的には機関士が16機のRe460形を制御できるもので、1996年にRe460 096-118号機の計24機がこれを搭載して通称Ref460形と呼ばれている。このほか、Re6/6形約30機およびRe4/4II 11156-11189（除11172、11181）号機にもRef460形を制御するための送信専用の無線制御装置を搭載され、それぞれ通称Ref6/6形およびRef4/4II形とも呼ばれている。
- Re460形は1999年にスイス国鉄が旅客と貨物、インフラ部門に分離した際に000-078号機が旅客会社に、079-118号機が貨物会社の所属になったが、後に全機が旅客会社の所属となったため、現在では貨物列車の牽引には使用されず、無線操縦装置も使用されていない。

#### ETCS設置
- 欧州の統一信号システムとして1990年代前半から開発が進められていたETCS[19]の導入が進められており、まずETCS Level 1が11156-11192（除11172、11181）号機、Re421形に搭載されている。
- その後2002年にZofingen-Sempach間で欧州でも最初のETCS Level 2の実用試験が実施されることに併せて11265-11298（除11282）号機に同システムが搭載され、その後2004年にマットシュテッテン-ロートリスト新線およびゾロトゥルン–ヴァンツヴィル改良線、2007年開業のレッチュベルクベーストンネルのETCS Level 2化に対応するため、11240、11320-11349（除11323）号機にも同システムが搭載されている。ETCS Level 1搭載機は速度計等が1画面の液晶表示のもの、Level 2搭載機は2画面表示となるなどの運転台の対応工事が実施され、乗務員室扉に白色で逆三角形のマークが入れられている。

## Re421形

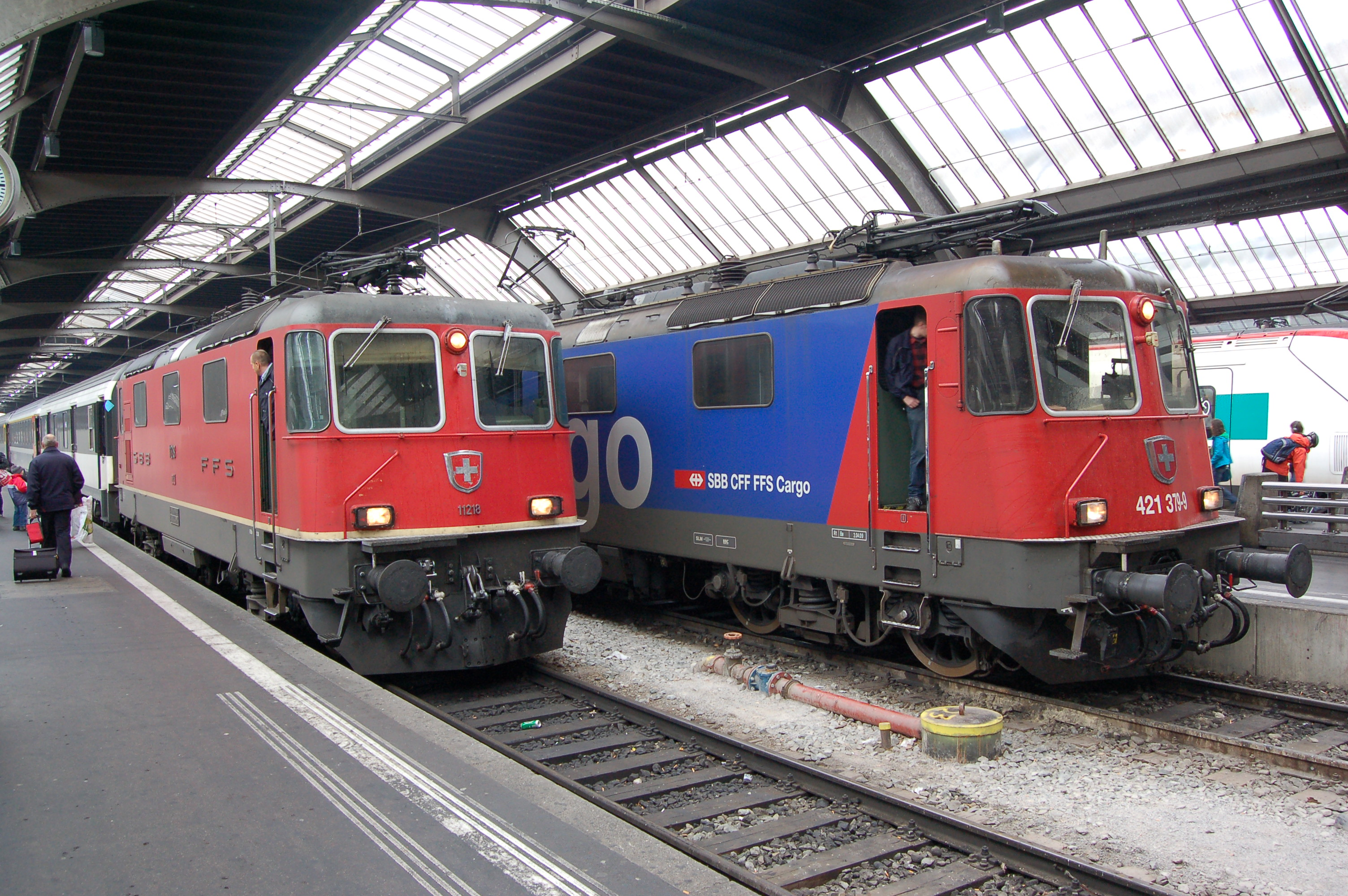
チューリッヒ中央駅でRe4/4^{II} 11218号機（左）と並ぶRe421 379号機（右）、手前側の折畳まれたパンタグラフがドイツ乗入用、正面窓下手摺が短い

- スイス国鉄の貨物列車運行部門であるSBBカーゴは欧州鉄道におけるオープンアクセス化の進行により、ドイツおよびオーストリア国内での貨物列車運行も行っており、ドイツ国内を担当するSBBカーゴ・ドイツはドイツ国内ではDBシェンカーに次ぐ鉄道貨物輸送会社となっている。このため、SBBカーゴが保有するRe420形も一部をドイツ国内乗入用に改造することとなり、2002年-2004年にRe420形の最終シリーズである11371-11397号機のうち、事故廃車となった11382号機を除く26機を改造したものがRe421 371...397号機である。
- ドイツ国内とスイス国内の電化方式は同じ交流15 kV・16.7 Hz[20]であるが、スイス国内ではトンネル断面を小さくするため集電装置の舟体幅を1450 mmに抑えているのに対し、ドイツ国内では舟体幅1950 mmに合わせて地上設備が設置されているため、前位側の集電装置を標準のBBC製Typ ESa 06-2500からドイツ対応のTyp WBL 85シングルアーム式パンタグラフに交換している。なお、374、385、389、390号機は当初ドイツ国内対応の集電装置の搭載が間に合わず、スイス国内専用機として運行されていた。
- 信号装置と無線装置はドイツ国内対応のものを追設しており、スイス国内用に加えて信号装置はPZBおよびLZB、無線装置はTyp AEG ZFM21を搭載している。
- このほか、全機がSBB-Cargo塗装となり、最高速度がドイツ国内では120 km/hに抑えられているほか、ドイツ国内の車両限界に対応するため、正面窓下部の手摺が通常側面まで回り込む形状のものを正面窓下部のみに、側面の乗務員室乗降扉の手摺も張出寸法の小さい平板形状のものにそれぞれ変更しているほか、運転室側面のバックミラーはドイツ国内では動作しないような回路とされ、正面下部のスカートも左右下部の形状を変更して小型化されたものとなっている。

## 運行

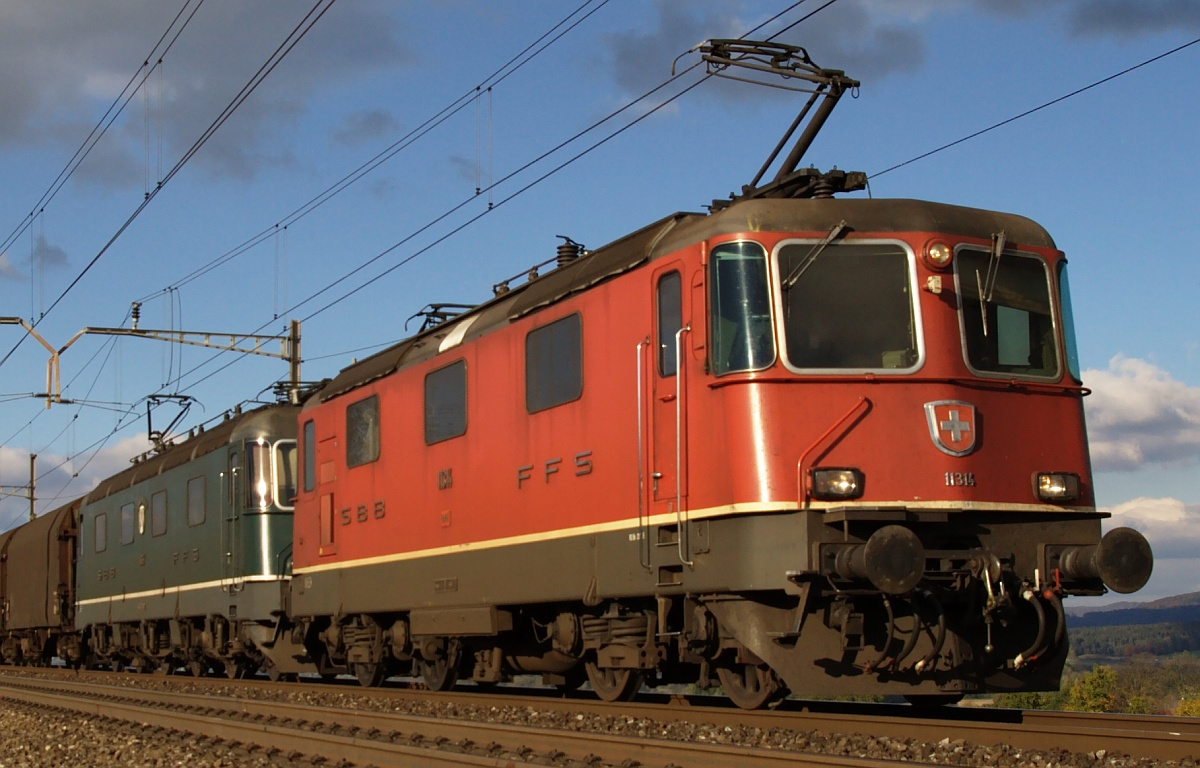
貨物列車牽引における象徴的な運用である通称Re10/10、Re4/4^{II} 11314（運転室気密・空調改良機）号機とRe6/6（Re620）形との重連が貨物列車を牽引

- 製造後はスイス国内の多くの路線で旅客列車、貨物列車双方の牽引に使用されている。
- ゴッタルドルートやレッチュベルク・シンプロンルートを越える貨物列車、旅客列車では26パーミル区間の500 t列車を単機で、通称Re10/10と呼ばれるRe620形との重連では1400 tの列車を牽引している。
- 1957年から当時の西ヨーロッパで運行された全1等車からなる国際列車であるTEEの牽引用の機体として、11158-11161、11249-11253号機の9機が赤とクリーム色からなるTEE標準色で製造され、Re4/4I形の10033、10034、10046、10050の4機とともに専用機として運行されている。主な牽引列車は以下の通り。

  - ヘルヴェティア
  - ローラント
  - レマノ
  - シザルパン
  - バヴァリア（客車化初期の1971年のみ、オーストリア、ドイツ乗入れ用の11196-11201号機が牽引）
- 1974年のダイヤ改正により、スイスエクスプレスと呼ばれる都市間急行列車の運行が開始され、この専用機として自動連結器を装備した11103、11106、11108、11109、11112、11113、11133、11141号機の計8機が同じく自動連結器を装備した専用客車であるEW III系とが用意された。運行区間はジュネーヴ - ローザンヌ - ベルン - チューリッヒ - ザンクト・ガレン（ - ロールシャッハ）で、列車の基本編成はRe420形-1等/荷物合造車-1等車5両-食堂車-2等車7両のものが6編成用意されていた。スイスエクスプレスは1982年のダイヤ改正まで運行され、その後はインターシティに置き換えられている。
- 1990年頃の所属機関区は以下の通りであった。
  - 11101-11106 - チューリッヒ
  - 11107-11155 - バーゼル、ルツェルン、チューリッヒ
  - 11156-349、371-397 - ローザンヌ、ベルン、バーゼル、チューリッヒ、ロールシャッハ
- スイス国鉄は1999年9月1日に旅客部門から貨物部門であるSBBカーゴが分離し、Re420形も両部門に振り分けられているが、運用上混用されることもある。分離当初の両部門の所属機は以下の通り。
  - 旅客部門：11101-155、181、191-270、299-304
  - 貨物部門：11156-190（除172I、181）、11271–298（除282）、305–349（除323）、11371–397
- その後Re460形の旅客部門への全機移行や貨物部門への新形機Re482、Re474、Re484形の配備などによって両部門間での移動があり、現在の両部門の所属機は以下の通りとなっている。また、現在ではRe420形はRe620形とともに機関区固有の所属機を設定せず、共通で運用されている。
  - 旅客部門：11101-159（除102-107、110-113、117、119、123、137、142）、161、164、172II、181、191-230、299-304
  - 貨物部門：420 160-190（除161、164、172II、181）、231-298（除282）、305-349（除312、323）
- ドイツ乗入対応のRe421形は、全機がバーゼルの配置となっており、ドイツ国内乗入の貨物列車の運行で使用されてフライブルク、マンハイム、ザールまで乗り入れるほか、4機がチューリッヒ中央駅からミュンヘン間のユーロシティのドイツ国内リンダウ間までのほか、インターシティおよびインターレギオ列車の牽引にも、同じくドイツ国内乗入用の集電装置を設置したRe4/4II 11195-11198号機とともに使用されている。
- チューリッヒでは他形式とともにSバーン列車の牽引用としても使用され、EW I系、EW II系客車に自動扉化などの改造を実施したSバーン用車を牽引するほか、1990年頃にはSバーンの2階建通勤客車とRe450形からなるDPZ[21]の機関車の製造が遅れたため、DPZ用の2階建客車の牽引にも使用されている。また、DPZの低床式2階建客車の組込みにより置換えられる113両の従来の2階建客車をRe420形が牽引する列車としてSバーンで運行することとなり、2015年までに16編成が用意される予定である。
- グラウビュンデン州に路線を持つスイス最大級の私鉄であるレーティッシュ鉄道は軌間1000 mm、電化方式交流11 kV・16.7 Hzの路線であるが、このうちクール - ドマ/エムス間6.28 kmは1959年から複線のうち片側を1435 mmとの三線軌条として沿線の工場の専用線への貨物列車がスイス国鉄から乗入れており、Re420形もこれに使用されている。なお、架線電圧が11 kVと低いものとなっているが本形式はそのまま乗入れている。
- なお、Re420形の列車牽引トン数および類似の80 t 4軸機である、Re420形の低ギア比貨物用機Re430形とBLS AGのRe425形との比較は以下の通り。

| 形式             | 線路勾配  | 線路勾配   | 線路勾配   | 線路勾配   | 線路勾配   | 線路勾配   | 線路勾配   | 線路勾配   |
| 形式             | 0パーミル | 10パーミル | 16パーミル | 20パーミル | 26パーミル | 35パーミル | 38パーミル | 45パーミル |
| ---------------- | --------- | ---------- | ---------- | ---------- | ---------- | ---------- | ---------- | ---------- |
| Re420形          | 2000 t    | 1180 t     | 780 t      | 650 t      | 500 t      | 365 t      | 330 t      | 240 t      |
| （参考）Re430形  | 2000 t    | 1230 t     | 870 t      | 730 t      | 580 t      | 400 t      | 365 t      | 290 t      |
| （参考）Re425形  | 2000 t    | 1470 t     | 1020 t     | 840 t      | 650 t      | 440 t      | 400 t      |            |
| （連結器耐荷重） | 2000 t    | 2000 t     | 2000 t     | 1680 t     | 1300 t     | 980 t      | 900 t      | 740 t      |

## 廃車・譲渡

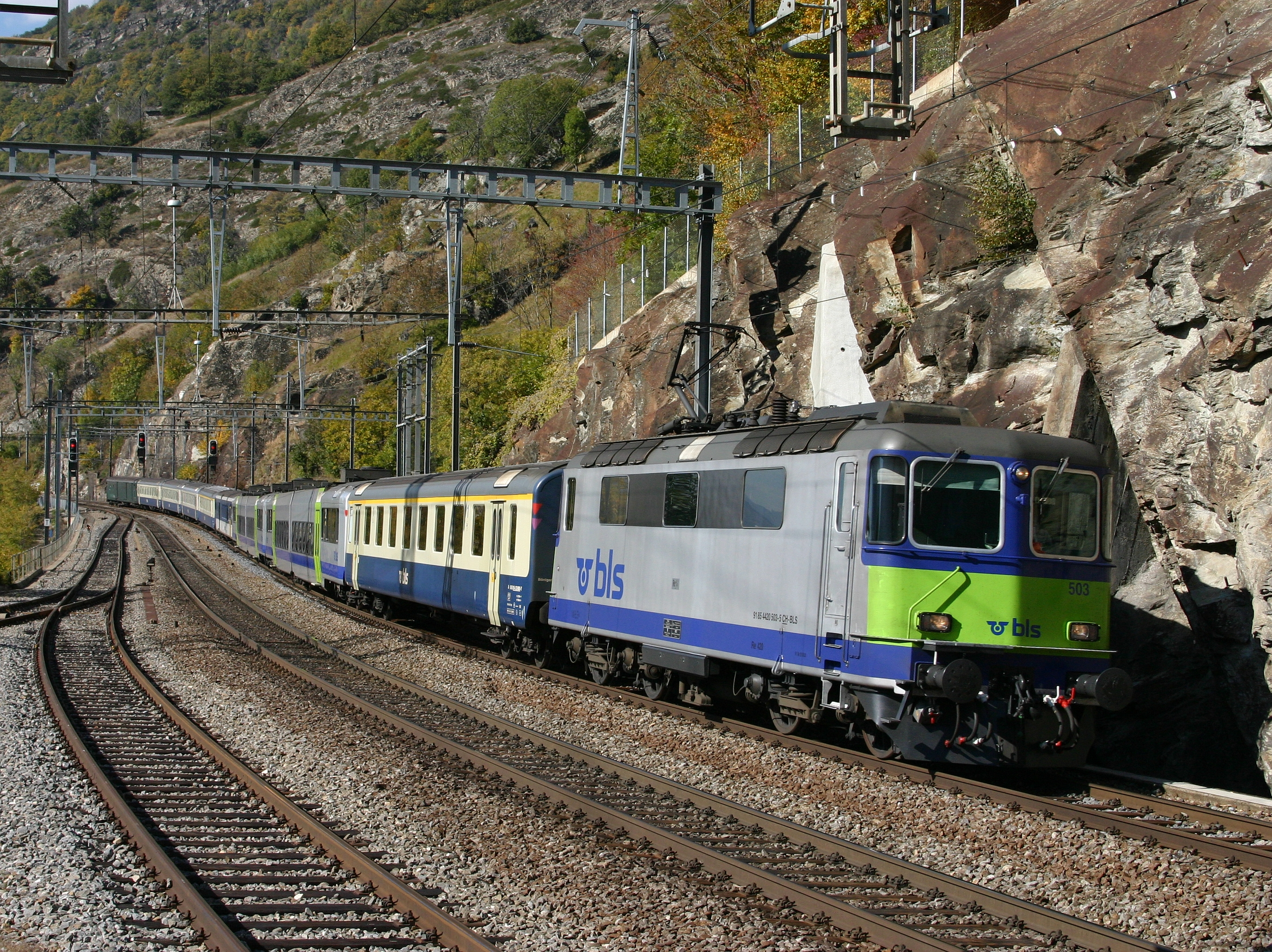
BLS AGに譲渡されたRe420 505号機（旧Re4/4^{II} 11119号機）

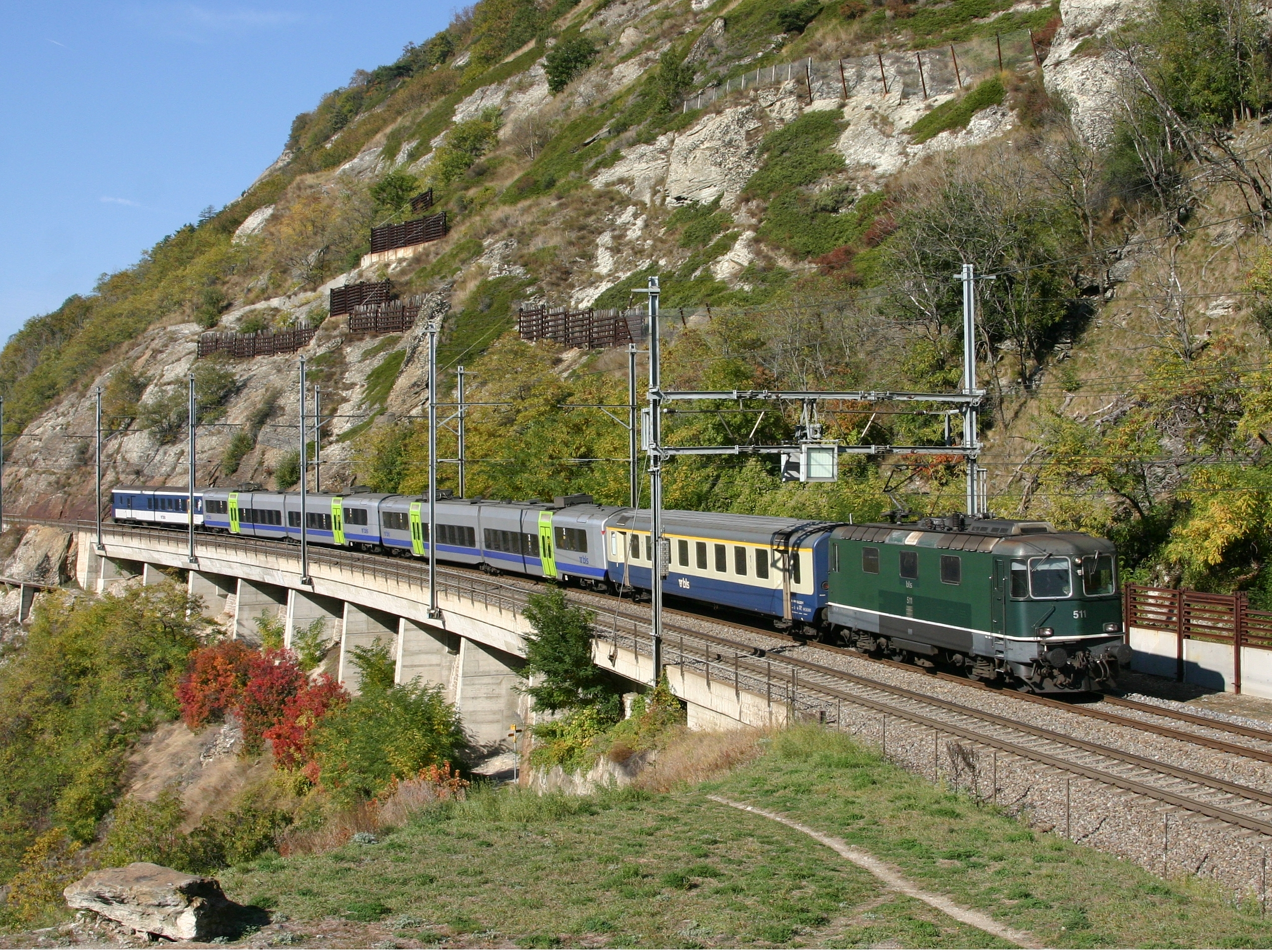
緑色塗装のRe420 511号機（旧Re4/4^{II} 11105号機）

- Re420形は古い機体で製造後40年を超えているが、現在でもスイス国鉄の主力機種の一つであり、事故等による6機および後述のBLSレッチュベルク鉄道に譲渡された12機が廃車となったのみとなっている。
- 事故により廃車となった機体の機番および廃車年は以下の通り
  - Re4/4II 11113 - 2004年
  - Re4/4II 11172I - 1978年
  - Re4/4II 11282 - 1975年
  - Re4/4II 11312 - 1985年
  - Re4/4II 11323 - 2005年
  - Re4/4II 11382 - 2002年
- なお、11141号機は2007年10月から運行を外れて廃車が検討され、ローザンヌで定置の暖房電源供給機として使用されていたが、2009年に運行に戻っている。

### BLS AG Re420.5形
- アルプス横断ルールとしてゴッタルドルートと並ぶレッチュベルク-シンプロンルートのうち、レッチュベルク峠越えの区間はスイス最大級の私鉄で、現在はBLS AGとなっているベルン-レッチュベルク-シンプロン鉄道およびその後身のBLSレッチュベルク鉄道[22]が所有するルートであるが、2004年12月のダイヤ改正にあわせてスイス国鉄とBLSレッチュベルク鉄道で列車運行の整理がなされ、長距離列車についてはBLSレッチュベルク鉄道区間においてもスイス国鉄が担当し、BLSレッチュベルク鉄道の区間列車とスイス国鉄区間を含むベルン近郊のSバーンについてはBLSレッチュベルク鉄道が運行を担当することとなった。これにともない、両鉄道間で一部機材の交換が行われることとなり、BLSレッチュベルク鉄道が所有していた長距離列車用のEW IV系客車35両がスイス国鉄へ、スイスエクスプレス用から区間列車用に転用されていたスイス国鉄のEW III系客車57両[23]がBLSレッチュベルク鉄道へ譲渡されることとなった。
- しかし、EW III系客車の重連総括制御装置はスイス国鉄標準で42芯のSystem IIId[24]であったが、BLSレッチュベルク鉄道ではRe425形などにSystem IIIdと互換性のない61芯のSystem BBCを使用しており、機関車不足の状況でもあったため、スイス国鉄からRe420形を購入してEW III系によるシャトルトレインの牽引用として使用することとなり、形式名はRe420形のまま500番台の機番に変更して通称Re420.5形と呼ばれる機体を計12機導入している。
- 2004年12月にはRe420形の初期製造機体6機がR3整備、修繕を実施した上でBLSレッチュベルク鉄道へ譲渡されている。これに続き2005年12月にはベルンSバーンの牽引用としてさらに6機が譲渡されている。譲渡にあたっては当初からBLSレッチュベルク鉄道塗装となっていた501号機を除き、オリジナルのスイス国鉄濃緑色、赤もしくはスイスエクスプレス塗装のまま、正面のスイス国旗もしくはスイス国鉄の紋章、「SBB」「CFF」「FFS」および機番の切抜文字が撤去され、正面下部中央には機番が、側面中央下部にはBLSレッチュベルク鉄道のロゴと機番が入るものにまず変更されている。
- その後501-506号機については順次本格的な塗装変更が実施され、ライトグレーをベースに車体裾部に青帯が入り、正面下部を黄緑色、正面窓周りを青、側面窓周りを黒として、正面下部中央と側面左側にBLSレッチュベルク鉄道のロゴマークを、側面右下部に形式名と機番を、正面右側窓下に機番を入れたものとなっている。なお、その後のBLS AGの発足に伴い、正面および側面のロゴが新しいBLS AGのマークとロゴに変更されているが、507-512号機についてはこのBLS塗装には変更されていない。
- なお、501号機となった旧11110号機のみはBLSレッチュベルク鉄道への譲渡に先立つ2004年7月には改番とBLS塗装への変更されているほか、菱型パンタグラフのまま譲渡された502、505、508、511号機についてもシングルアーム式パンタグラフへの交換が進められている。
- 譲渡前後の機番、譲渡年月は以下の通り

- 1次譲渡機
  - Re4/4II 11110 - Re420 501-9 - 2004年12月11日
  - Re4/4II 11117 - Re420 502-7 - 2004年12月11日
  - Re4/4II 11119 - Re420 503-5 - 2004年12月11日
  - Re4/4II 11123 - Re420 504-3 - 2004年12月11日
  - Re4/4II 11137 - Re420 505-0 - 2004年12月11日
  - Re4/4II 11142 - Re420 506-8 - 2004年12月11日

- 2次譲渡機
  - Re4/4II 11107 - Re420 507-6 - 2005年12月10日
  - Re4/4II 11102 - Re420 508-4 - 2005年12月10日
  - Re4/4II 11103 - Re420 509-2 - 2005年12月10日
  - Re4/4II 11104 - Re420 510-0 - 2005年12月10日
  - Re4/4II 11105 - Re420 511-8 - 2005年12月10日
  - Re4/4II 11106 - Re420 512-6 - 2005年12月10日

- BLS AGでは主にEW III系によるシャトルトレインを牽引してベルンSバーンのS5系統であるベルン - ヌーシャテル間のレギオエクスプレスと、ベルンSバーン区間、シュピーツ付近のローカル区間で客車列車の牽引で運行されるほか、レッチュベルクベーストンネルを除く全線で主に旅客列車を牽引している。なおEW III系客車によるシャトルトレインはベルン - ルツェルン間でも運行されているが、こちらは主にRe465形が牽引をしているほか、区間列車のシャトルトレイン化用として、2006年にSystem IIIdを装備するスイス国鉄のEW II系客車の2等/荷物制御客車5両がBLSレッチュベルク鉄道へ譲渡されて、Re420.5形牽引の列車で使用されている。
- Sバーン用のRABe525形電車（通称NINA）や区間列車用のRe535形電車（通称Lötschberger）の増備により余剰となった507-512号機が2009年終わり頃に運用を外れ、510号機が2010年2月に廃車となっている。

## 同型機
Re420形の私鉄での導入はスイス北東部トゥールガウ州に39.58 kmの路線を持つの私鉄であるミッテルトゥールガウ鉄道でRe4/4II 21号機が導入された1例のみとなっており、その他の私鉄では低ギア比の貨物型であるRe430形の同型機を導入している。

### ミッテルトゥールガウ鉄道Re4/4II形
- Re4/4II 21号機は1969年製で、集電装置2基搭載、運転室延長型で自動連結器設置準備のない、スイス国鉄の11156-11219、11239-11254号機と同タイプであり、運転室の反運転室側にバックミラーを設置しているほかは塗装および標記類のみ異なるものとなっている。車体は濃緑色をベースに車体上端部と腰部をクリーム色としたもので、正面中央にはトゥールガウ州の紋章を、その下部に"21"の切抜文字を設置し、側面下部中央にミッテルトゥールガウ鉄道のロゴが入れられたものである。
- 製造後は旅客列車および貨物列車の牽引に使用されており、正面下部左右の前照灯の角型のものへの交換もスイス国鉄機と同様に実施されていた。
- 2002年にミッテルトゥールガウ鉄道が経営破綻して路線はスイス国鉄が、運行はスイス国鉄が90 %を出資するトゥルボ[26]が引継いでいるが、これに伴いRe4/4II 21号機は2002年11月1日にスイス国鉄へ譲渡され、事故廃車により空き番号となっていた11172I号機の機番を引継ぎ、11172II号機となっている。車体塗装は当初そのままで使用されていたが、2005年2月に通常のスイス国鉄赤塗装へ変更されている。